# Algebra commutativa

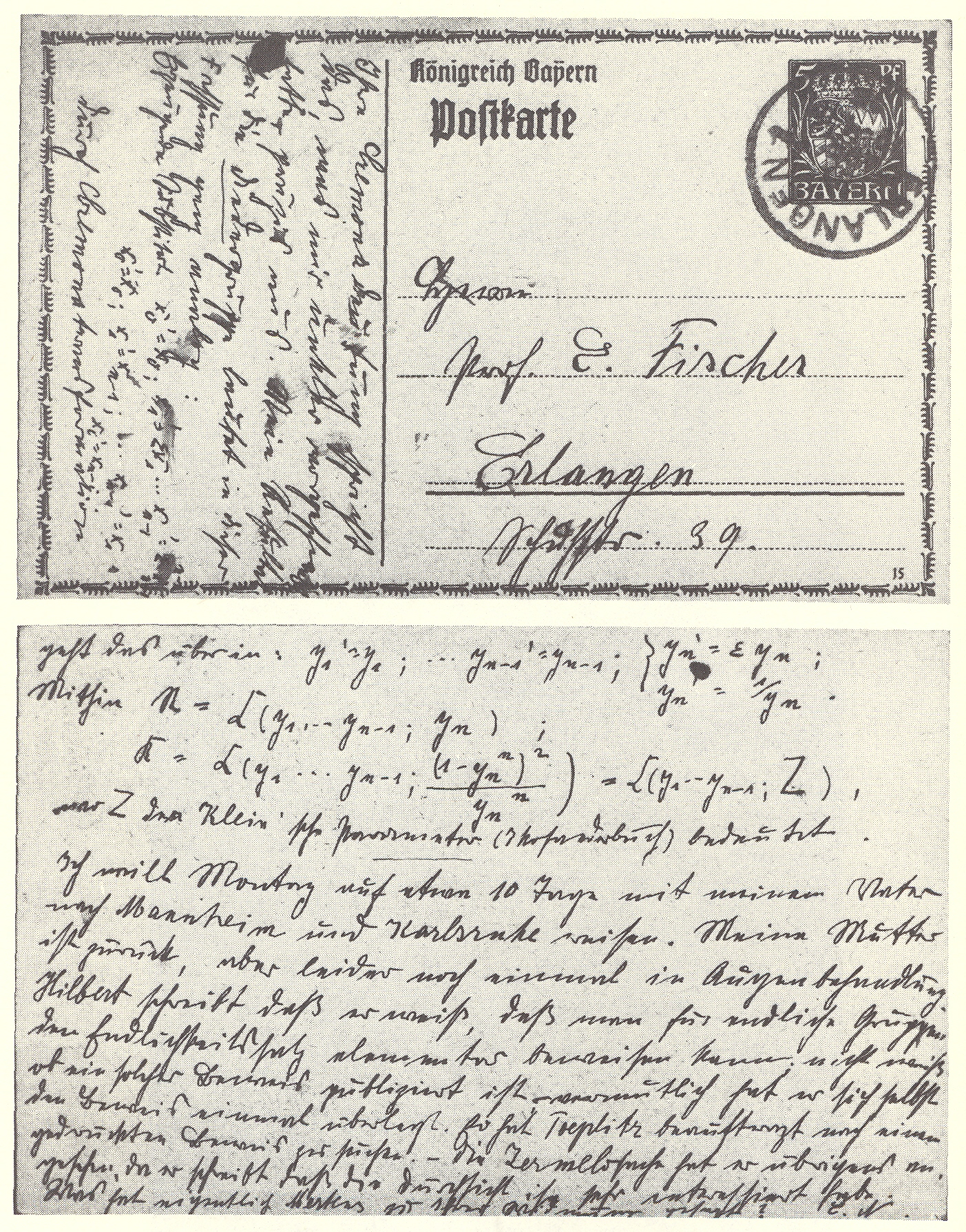
Una cartolina del 1915 da una dei pionieri di algebra commutativa, Emmy Noether, a E. Fischer, discutendo il suo lavoro in algebra commutativa.

In algebra astratta, l'algebra commutativa (in passato nota anche come teoria degli ideali) è il settore che studia strutture algebriche commutative (o abeliane) come gli anelli commutativi, i loro ideali e strutture più ricche costruite sui suddetti anelli come i moduli e le algebre. Attualmente costituisce la base algebrica della geometria algebrica e della teoria dei numeri algebrica.
David Hilbert dovrebbe essere considerato il vero fondatore del soggetto, ai tempi in cui veniva chiamata "teoria degli ideali". Sembra che egli abbia pensato a ciò attorno al 1900 come approccio alternativo che potesse sostituire uno strumento impegnativo come la teoria delle funzioni complesse. Secondo Hilbert gli aspetti computazionali erano meno importanti di quelli strutturali. Il concetto di modulo, presente in qualche forma nei lavori di Kronecker, costituisce un miglioramento tecnico rispetto all'atteggiamento di lavorare utilizzando solo la nozione di ideale. La larga adozione di questo concetto è attribuita all'influenza di Emmy Noether.
Facendo riferimento al concetto di schema, l'algebra commutativa può essere vista come teoria locale o teoria affine nell'ambito della geometria algebrica.
Lo studio delle strutture algebriche basate su anelli non necessariamente commutativi è chiamato algebra non commutativa; esso è perseguito, oltre che in teoria degli anelli, nella teoria delle rappresentazioni e in aree non strettamente algebriche come la teoria delle algebre di Banach.
Argomenti legati all'algebra commutativa:
- anello commutativo
- dominio d'integrità
- campo dei quozienti
- dominio ad ideali principali
- dominio di Dedekind
- chiusura integrale
- teorema cinese del resto
- anello locale
- valutazione
- anello noetheriano
- teorema della base di Hilbert
- spettro di un anello
- 13-XX, sezione dello schema di classificazione MSC 2000